# Szlovo pacana. Krov na aszfaltye
A Szlovo pacana. Krov na aszfaltye (A srác szava. Vér az aszfalton) egy orosz bűnügyi drámasorozat, amely az 1980-as évek végén játszódik, és a tatárföldi Kazany fiatalokból álló bűnbandáinak történetét meséli el. A sorozatot Zsora Krizsovnyikov rendezte, a történet alapját pedig Robert Garajev Szlovo pacana. Kriminalnij Tatarsztan 1970—2010-h (A srác szava. Az 1970—2010-es évek tatárföldi bűnügyei) című, részben önéletrajzi ihletésű dokumentumregénye adja. A főbb szerepeket Ivan Jankovszkij, Ruzil Minyekajev, Leon Kemsztacs, Jelizaveta Bazikina, Anna Pereszild és Anasztaszija Kraszovszkaja alakítja.
A gyártásban és a forgalmazásban részt vett a Toomuch Production, az NMG Sztugyija és az NTV az Internetfejlesztési Intézet támogatásával kiegészülve. A premiervetítés 2023. november 9. és december 21. között zajlott orosz online mozis platformokon, mint a Wink és a Start, 2024. április 15-én pedig az NTV nevű orosz csatorna kezdte el sugározni a televízióban.
A sorozat megjelenése után nagy népszerűségre tett szert mind Oroszországban, mind pedig a volt szovjet tagköztársaságokban. Az orosz sajtóban egy jelenségként utaltak a sorozatra, és mint a 2023-as év legfontosabb orosz sorozatára. A sorozat megnyerte a ’Belij Szlon’ (Fehér Elefánt) díjat ’A legjobb sorozat’ kategóriában.

## Cselekmény
A történet a nyolcvanas évek végén játszódik a Szovjetunióban, a Tatár Autonóm Szovjet Szocialista Köztársaság székhelyén, Kazanyban. A várost ekkoriban ellepték az utcákon szocializálódott fiatalokból álló bandák, és rendszeresen háborúztak egymással.
A főszereplő a 14 éves Andrej, aki az anyjával és 5 éves kishúgával él. Egy átlagos, szerény fiú szép reményekkel, aki zeneiskolába jár, azonban a bandatagok fokozódó zaklatásai megnehezítik az életét. Andrejnek épp korrepetálnia kell az egyik ilyen fiatal utcai huligánt, Maratot, akinek a segítségét kéri, hogy bekerüljön általa egy bandába, s így elkerülje a további zaklatásokat. Egy olyan világba csöppen bele, ahol szinte mindennaposak az erőszakos összetűzések a bandák között, ahol nemcsak a törvényt, de akár az egymásnak tett ígéreteiket is sorra megszegik.

## Szereplőgárda
|                                    |                                                                                     |
| Színész                            | Szerep                                                                              |
| Ivan Jankovszkij                   | Vova Szuvorov (Agyidas), az Unyiverszam banda vezetője                              |
| Ruzil Minekajev                    | Marat Szuvorov (fiatalabb Agyidas), Vova féltestvére és az Unyiverszam tagja        |
| Leon Kemsztacs                     | Andrej Vasziljev (Palto - Kabát), az Unyiverszam újonca                             |
| Jelizaveta Bazikina                | Natasa Rudakova, ápolónő, Vova szerelme                                             |
| Anna Pereszild                     | Ajgul Ahmerovna, Marat szerelme                                                     |
| Anasztaszija Kraszovszkaja         | Irina Szergejevna, iskolai felügyelő, Andrej plátói szerelme                        |
| Szergej Burunov                    | Kirill Szuvorov, Vova és Marat édesapja                                             |
| Julija Alekszandrovna              | Szvetlana Mihajlovna, Andrej édesanyja                                              |
| Anton Vaszilijev                   | Ildar Junuszovics, vezető nyomozó, rendőrőrnagy                                     |
| Nyikita Kologrivij                 | Kascsej, az Unyiverszam előző vezetője                                              |
| Lev Zulkarnajev                    | Vahit Zimaletgyinov (Zima - Tél), az Unyiverszam idősebb tagja                      |
| Szlava Kopejkin                    | Valera Turkin (Turbo), az Unyiverszam idősebb tagja                                 |
| Ivan Makarevics                    | Dzson, zenész, Irina barátja                                                        |
| If. Alekszandr Szamojlenko         | Gyenisz Konyevics, az operatív komszomolista önkéntes rendőrök egységének vezetője  |
| Varvara Kuprina                    | Julija, Andrej kishúga                                                              |
| Nyikita Manyec                     | Kirill, az Unyiverszam egykori tagja                                                |
| Jaroszlav Mogilnyikov              | Misa Tyilkin (Jeralas - Zűr), az Unyiverszam tagja                                  |
| Albert Tavabilov                   | Albert Szalihov (Lampa), az Unyiverszam tagja                                       |
| Andrej Makszimov                   | Vagyim Zseltuhin (Zsoltij - Sárga), A Dom Bita banda vezetője, Natasa unokatestvére |
| Grigorij Dudnyik                   | Iszkander, a Razjezd banda tagja                                                    |
| Vlagyimir Vinogradov               | videószalon tulajdonos                                                              |
| Natalija Potapova                  | Fljura Gabdullovna, a tanári kar vezetője és angoltanár                             |
| Olga Lapsina                       | Nyina, Natasa nagynénje, Zsoltij édesanyja                                          |
| Ligyija Iljina                     | Polina Fillipovna, Jerlas nagymamája                                                |
| Szvetlana Szmirnova-Kacagadzsijeva | Diljara, Marat édesanyja, Vova nevelőanyja                                          |
| Ruszlana Doronyina                 | Ajgul édesanyja                                                                     |
| Ildusz Abrahmanov                  | Renat Ahmerov, Ajgul édesapja                                                       |
| Eduard Vologyin                    | Szinyij (Kék), az Unyiverszam tagja                                                 |
| Danyiil Kiszeljov                  | Cigan, a Dom Bita tagja                                                             |
| Lev Kotkin                         | Lapot (Bocskor), a Dom Bita tagja                                                   |
| Lev Cserepanov                     | Kolik (Görcs) Roma, a Dom Bita tagja                                                |
| Darja Gajnullina                   | Kira, Irina munkatársa                                                              |
| Gyina Gubajdullina                 | Roza Bogoutgyinova, Komszomol-tag                                                   |

## Az előkészületek és a forgatás

### Előkészületek
A sorozat cselekménye az ún. ’kazanyi jelenség’ köré épül - ez a nevezék arra utalt, hogy a hetvenes évektől kezdve, Kazany városában különösen megszaporodtak a fiatalkorúakból álló bűnbandák a Szovjetunió többi városához képest. A rendező és forgatókönyvíró, Zsora Krizsovnyikov és társírója, Andrej Zolotarjov a 2020-ban megjelent ’Szlovo pacana, Kriminalnij Tatarsztan 1970–2010-h’ (Az utca szava, Tatárföld alvilága 1970-es és 2010-es évek között) című dokumentumregényt vették a történet alapjául. A könyv szerzője, Robert Garajev volt a sorozat tanácsadója. A főhős, Andrej története némileg Garajevén alapszik, Andrejhez hasonlóan ő is azután csatlakozott egy bandához, miután az egyik tanára megkérte arra, hogy korrepetálja két diáktársát (akik bandatagok voltak), velük pedig később össze is barátkozott.
Andrej Zolotarjov szerint a forgatókönyv megírása majdnem fél évig tartott. Ez idő alatt a rendezővel együtt tanulmányozták a ’kazanyi jelenség’ témakörében rendelkezésre álló anyagokat, interjúkat készítettek volt bandatagokkal és rendőrökkel. Krizsovnyikov azt nyilatkozta, hogy szinte minden anyagot elolvasott és megnézett, ami a ’kazanyi jelenséggel’ kapcsolatos, főleg 1988 és 1989 közti magazinokat, tv adásokat, amik komolyabban taglalták az akkori eseményeket a kazanyi bandákat illetően. Hozzájuk hasonlóan a jelmeztervező, Daria Fomin is kellő aprólékossággal tanulmányozta a késő szovjet időszak öltözködési stílusát és szokásait. A jelmezek nagyrészét az Avito-n (orosz weboldal apróhirdetésekhez), online bolhapiacokon és turkálókban találták meg a forgatáshoz. Andrej megjelenését az első epizódban (szürke szövetkabát és usanka) pl. a ’Pljumbum, ili opasznaja igra’ (Pljumbum, avagy veszélyes játék) c. szovjet játékfilm főhőse inspirálta. A sorozat jelmeztervezői összesen 1100 karaktert öltöztettek, beleértve a tömegjelentek statisztáit is.

### Az orosz állami szervek reakciója
A casting 2022 február 2-án kezdődött el Kazanyban. Kazanyban 240, a szintén tatárföldi városban, Naberezsnije Cselniben pedig 40 embert választottak ki a forgatáshoz. Összesen közel 1200-an vettek részt a castingon. Robert Garajev szerint a helyi hatóságok nem engedték, hogy Kazanyban forgassanak, ezért választották inkább Jaroszlavl városát helyszínül. Lev Zulkarnajev, aki Zima szerepét kapta azt nyilatkozta, hogy ő más karaktert nem is lett volna hajlandó eljátszani. A forgatás során az ő ötlete volt, hogy Zima karaktere kapjon némi humort és emberséget.
A casting időszak alatt, Irina Voljinec, a tatárföldi gyerekjogi megbízott bejelentette, hogy szorgalmazni fogja a sorozat betiltását, ha az idealizálni fogja a Kazanyban működött bűnszervezeteket, valamint hozzátette, hogy a sorozatnak nem is lenne szabad elkészülnie. Ezzel ellentétes véleményt vallott többek között a tatárföldi kultúráért felelős miniszter tanácsadója és a ’Zolotaja Maszka’ (Arany maszk) díj zsűritagja, Nijaz Iglamov, valamint a tatárföldi belügyminisztérium bűnügyekért felelős nyomozóosztályának egykori helyettes vezetője (1993-1997), Alekszandr Avvakumov, akik szerint már régóta el kellett volna készíteni egy filmet vagy egy sorozatot a ’kazanyi jelenségről’.

### Az utolsó epizód megváltoztatása
2023 december 12-én kiszivárgott a sorozat hetedik és nyolcadik epizódjának werk változatai, ezeknek az epizódoknak elvileg december 14-én, illetve 21-én lett volna a premierük. December 15-én Zsora Krizsovnyikov és Andrej Zolotarjov egy videóüzenetben bejelentették, hogy újraforgatják a sorozat utolsó, vagyis nyolcadik epizódját. Krizsovnyikov az alábbi megjegyzéssel kommentálta a két utolsó kiszivárgott epizódot: ”valaki bement a konyhába, egymásra hányta a meg nem hámozott krumplit és sárgarépát, nyersen hagyta a húst, kivitte, s így szólt: itt az étel. De hát ez még nagyon nincs kész.” Krizsovnyikov szerint már a harmadik epizód környékén ő és Zolotarjov úgy döntöttek, hogy másként akarják majd befejezni a történetet, mint ami a forgatókönyvben szerepelt. Az utolsó epizód újraforgatásával az volt a céljuk, hogy izgalmasabbá, érzelmileg felkavaróbbá és mélyrehatóbbá tegyék a korábbi verziónál. Andrej Zolotarjov két dologgal indokolta meg az újraforgatást. Egyszer hivatkozott az időjárási viszontagságokra, mivel az eredeti változatból hiányolták a kellő hómennyiséget egy téli látkép hitelességéhez. Másodszor pedig fontosnak tartották, hogy bizonyos történetszálakat lezárjanak. Végül a hetedik részbe az utómunkálatoknál nyúltak bele, a nyolcadik részt pedig újraforgatták. Az epizódok pedig a tervezett idő szerint, december 14-én és 21-én kerültek bemutatásra.
A sajtóban összehasonlították az eredeti, illetve az újraforgatott epizódot.
| Eredeti verzió: | Újraforgatott verzió: |
| --- | --- |
| Vova: Vova elmegy az apja születésnapi vacsorájára, ahol felköszönti őt a kollégái előtt. Vova négyszemközt elmondja az apjának, hogy gyilkosságot követett el, az apja pedig pénzt ad neki, és azt tanácsolja, hogy hagyja el a várost minél előbb. Vova bejelenti később a vacsorán, hogy menyasszonyával Gagrába költöznek. Ugyanebben az étteremben Vova találkozik Marattal a mosdóban. Vova bocsánatot akar kérni az öccsétől, aki hallani sem akar erről és inkább nekiesik a bátyjának. Azonban összezavarodik, látva, hogy Vova nem próbál meg visszaütni. Később Vova és Natasa együtt mennek ki a pályaudvarra, abban a reményben, hogy majd új életet kezdhetnek Kazanyon kívül. Indulás előtt Vova kimegy a perónra, hogy rágyújtson, az alkalmat kihasználva a Dom Bita banda egyik tagja pedig leszúrja. Vova összeesik, Natasa pedig segítségért kiáltozik mellette. | Vova: Vova a lakótelepen várja be Maratot, akit megkér rá, hogy gyűjtse össze a holmiját, valamint pénzt ad neki, többek közt abból a célból, hogy az öccse vegyen valamit az apjuk születésnapjára. Marat a pénzt eldobja, és közli Vovával, hogy ne is álmodjon róla, hogy a történtek után ő bármilyen módon is segíteni fog neki. Vova és Natasa egy lopott autóban próbálják meg elhagyni Kazanyt. Vova édesapjának a rendőrség át akarja kutatni az irodáját (hátha a fia nála bujkál, vagy nyomot hagyott ott), aki ott helyben összeesik a sokkoló bejelentés hallatán. Miután telefonon értesül arról, hogy az apja még ilyen állapotban is meg fogja tartani a születésnapi vacsoráját, Vova visszamegy Kazanyba, hogy elbúcsúzzon tőle, az ideges, baljós előérzetű Natasa pedig az autóban vár rá. Mivel megtudták, hogy Vova körözött személy, így senki sem jött el az apjának a munkatársai közül a vacsorára. Amikor az apja megtudja a Vovától, hogy gyilkosságot követett el, kijelenti, hogy többé már nem a fia. Az egyik pincér felismeri Vovát, és értesíti a rendőrséget. Vova ezután menekülni próbál, de Ildar hátbalövi az étterem előtt. A zokogó Natasa karjaiban hal meg. |
| Marat: Miután Marat belépett a Komszomolba továbbra is fájdalom és elkeseredettség gyötri őt. Ugyanezen a napon elindul a Komszomol tagjaival egy fürdőbe, de nem csatlakozik a vidám társasághoz, inkább elgyötörten ül egymagában. | Marat: Miután Marat csatlakozik a Komszomolhoz, Konyevics beviszi őt a kapitányságra, ahol kettesben hagyja őt a mosdóban a megbilincselt Kolikkal, (aki megerőszakolta Ajgult, Marat barátnőjét) hogy a fiú bosszút állhasson rajta. |
| Andrej: Irina Szergejevna segítségével Andrej és a húga egy napot együtt tölthetnek az édesanyjukkal. Mivel elfogyott a tea, ezért Andrejt elküldik a boltba vásárolni. Útközben találkozik pár iskolásfiúval, akiktől pénzt követel (ahogy azt Marat tette vele a sorozat elején). A piacon felismeri őt az az illető, akitől korábban a videómagnót ellopták a fiúkkal, s így letartóztatják, majd a fiatalkorúak börtönébe kerül, ahol egy amatőr esten látjuk őt zongorázni. | Andrej: Irina Szergejevna segítségével Andrej és a húga eltölthetnek egy estét az édesanyjukkal a kórházban. Andrej anyja a látogatás vége felé megkéri a fiát és Irinát, hogy legközelebb hozzanak neki tortát, azonban Andrej úgy dönt inkább még aznap megy le a boltba, hogy meglepje az édesanyját. A piacon felismeri őt az az illető, akitől korábban a videómagnót ellopták a fiúkkal, s így letartóztatják, majd a fiatalkorúak börtönébe kerül, ahol egy amatőr esten látjuk őt zongorázni. |

## Zene
A sorozatnak nem készült saját zenéje, a zenei betéteket vagy nyolcvanas és kilencvenes évekbeli szovjet/orosz slágerek, vagy azok hangzásvilágához hasonló dalok adták, mint pl. az Aigel együttes ’Pijala’ (tatárul: üveg) című száma. Az orosz ’Intermedia’ hírügynökség munkatársa, Alekszej Mazsajev szerint a sorozat zenéi a nézőt azonnal az 1988 és 1989 közti érába repítik el.
| Előadó                            | Zene                                                                                         |
| --------------------------------- | -------------------------------------------------------------------------------------------- |
| Aigel                             | ’Pijala’                                                                                     |
| Laszkovij maj (Gyengéd május)     | ’Szedaja nocs’ (Szürkület)                                                                   |
| Laszkovij maj (Gyengéd május)     | ’Rozovij vecser’ (Rózsás este)                                                               |
| Laszkovij maj (Gyengéd május)     | ’Nu, sto zse ti’ (Na, mit csinálsz)                                                          |
| Laszkovij maj (Gyengéd május)     | ’Belije rozi’ (Fehér rózsa)                                                                  |
| Baszta                            | ’Na zare’ (Hajnalban) – Az Alijansz együttes számának átdolgozása                            |
| Mirazs                            | ’Novij Geroj’ (Új hős)                                                                       |
| Mirazs                            | ’Ja ne sucsu’ (Nem viccelek)                                                                 |
| Mirazs                            | ’Sznova vmeszte’ (Újra együtt)                                                               |
| Mirazs                            | ’Szolnecsnoe leto’ (Napos nyár)                                                              |
| Mirazs                            | ’Muzika nasz szvjazala’ (A zene összeköt minket)                                             |
| Kombinacija                       | ’Ne zabivaj’ (Ne feledd)                                                                     |
| Villi Tokarev                     | ’Ribackaja’ (Halászfalu)                                                                     |
| Villi Tokarev                     | ’V sumnom balagane’ (Egy zajos vásári bodegában)                                             |
| Kino                              | ’Hocsu peremen!’ (Változást akarok)                                                          |
| Sztasz Namin és a Cveti (Virágok) | ’Bogatirszkaja szila’ (Vitézi erő)                                                           |
| Igor Talkov                       | ’Letnij dozsd’ (Nyári eső)                                                                   |
| Forum                             | ’Osztrovok’ (Szigetek)                                                                       |
| Egor Letov                        | ’Zoopark’ (Állatkert)                                                                        |
| Arkagyij Szevernij                | ’Vot sz zsenoju kak-to raz’ (Egyszer valamikor a feleségemmel)                               |
| Alekszandr Szerov                 | ’Kak bit’ (Hogy legyen)                                                                      |
| Mark Bernesz                      | ’Ljubimij gorod’ (Szeretett városom)                                                         |
| Vlagyimir Kuzmin                  | ’Tolko ti i ja’ (Csak te és én)                                                              |
| Krisz Kelmi                       | ’Nocsnoe randevu’ (Éjjeli randevú)                                                           |
| Nautilus Pompilius                | ’Ja hocsu bit sz toboj’ (Veled akarok lenni)                                                 |
| Vjacseszlav Konsztantinov         | ’Afganisztan, prisjol prikaz…’ (Afganisztán, parancs érkezett…)«Афганистан (Пришёл приказ…)» |
| Tiro Meridian                     | ’Vokaliz’ (Vokál)                                                                            |
| Vlagyimir Viszockij               | ’Dorogaja peredacsa’ (Kedves nézőink)                                                        |
| Szekret                           | ’Moja ljubov na pjatom etazse’ (A szerelmem az ötödiken)                                     |
| Tatjana és Szergej Nikitini       | ’Pod muziku Vivaldi’ (Vivaldi zenéjére)                                                      |
| Szolovjova, Ziborov               | ’Kotilu’ (Megszabadulni)                                                                     |

## Fogadtatás

### A filmkritikusok értékelései
A sorozatot nagyrészt pozitívan fogadták a kritikusok. Dicsérték a színészi játékot, a jelmezeket, a késői szovjet atmoszféra javarészt hiteles ábrázolását, és hogy a gengsztervilágot és az erőszakot nem romantizálta.  Akadtak ugyan olyan kritikák, amik a sorozat egyes elemeinek hitelességét bírálták. Pl. hogy Ajgul az egész sorozatban fekete helyett fehér kötényt viselt, mivel fehéret a szovjet diáklányok csak ünnepnapokon hordtak. Kifogásolták még azt is, hogy olykor a karakterek mondatai elég patetikusra sikeredtek, valamint a szlenghasználtuk nem mindig felel meg a késő nyolcvanas évek tatárföldi bandáinak argójával. A ’Ria Novoszti’ hírügynöksége szerint a sorozat bemutatja a bűnözői létforma sötét oldalát, nem romantizálja a kései nyolcvanas évekbeli Szovjetuniót, hanem megmutatja, hogy ezt a korszakot a legkisebb szinteken is kvázi hatalmi harcok övezték.
Nyikolaj Kornatszki a ’Vedomoszti’ újságírója a sorozatot a bűnözői életmód elleni kampányként írta le. Szerinte a sorozatban minden egyes bűncselekmény büntetéshez vezet, s még akár azon is túl megy. Timur Alijev az ’RBK Life’-tól úgy utalt a sorozatra, mint amely tökéletesen bemutatja a rendszerváltás elveszett generációját, akik megfélemlítettek, zavarodottak voltak, miközben új és ismeretlen dolgokkal találkoztak és próbálták ki azokat. Anton Hitrov a ’Meduza’-tól a sorozatot nagyon is időszerűnek ítélte meg, párhuzamot vont közte és a 2023-as oroszországi helyzet között. Szerinte a sorozat fő mondanivalója az volt, hogy hogyan kompromittálja magát az idealizmus és változik át cinizmussá.
Zinaida Proncsenko a ’Holod’-tól negatív kritikával illette a sorozatot a könyvvel való összehasonlításban. Szerinte a könyv átfogóbban taglalta az eseményeket és elégedetlen volt, hogy csak egy szelete lett kiemelve a történetben az 1970-es évektől a 2000-es évek közepéig átívelő időszaknak, így az nem mutatja be ennek a bűnözői világnak a hanyatlását. Alekszej Gusjev filmkritikus szerint Krizsovnyikovnak túlságosan nagy forrásanyaggal kellett dolgoznia, így elkerülhetetlenek lettek a történetben a logikai hibák. A szintén kritikus Jurij Szaprikin a sorozatot a 2023-as év legnépszerűbb sorozatának nevezte. Példátlannak és különlegesnek tartotta, hogy először Oroszországban egy médiatermék úgy vált népszerűvé, hogy azt sem a tévében, sem nagyközönség előtt nem vetítették, hanem az internet által terjedt.
Több orosz médium is a 2023-as év legjobb sorozata vagy a 2023-as év egyik legjobb sorozataként hivatkozott a ’Szlovo Pacanára’, mint a ’Kino-Teatr.ru’, ’Kinopoiszk’ szerkesztősége, vagy az Forbes orosz kiadványa.

### Népszerűség
2023 decemberében az Aigel együttes 2020-ban megjelent Pijala című száma vezette a Shazam toplistáját. Ez azért történhetett, mert a zenekar nevét és a dal címét kivették a stáblistából, miután az együttes az orosz-ukrán háború ellen tett kijelentéseket és emigráltak Oroszországból. Emiatt rengeteg néző - aki kíváncsi volt a dal címére és szerzőjére - használta a Shazam nevű alkalmazást, amely hang alapján azonosít zeneszámokat. A Shazam mellett első helyet ért el a szám a ’Yandex Music’-on a ’VKontak’-on és az Apple Music-on Oroszországban, Kazahsztánban, Ukrajnában, Fehéroroszországban, Kirgizisztánban, Lettországban és Észtországban, valamint a Spotify orosz, kazah, ukrán és fehérorosz listáin.
A ’KinoPoisk’ orosz internetes filmes magazinon a sorozat 2023 december 4-e és 10-e között 4436 ún. ’érdeklődési pontot’ szerzett ezzel rekordot állítva fel (előtte a rekordot a 2021-es és 1566 pontos ’Squid Game’, magyarul a ’Nyerd meg az életed’ tartotta). 2023 decemberének elején a sorozat a ’KinoPoisk’ 250 legjobb sorozatának negyedik helyén állt 10-ből 9-es értékeléssel, több mint 250 ezer felhasználói szavazat alapján (egyedül a ’Trónok Harca’, a ’Breaking Bad’ és ’A tavasz tizenhét pillanata’ előzték meg). A ’Tele2’ szolgáltató adatai szerint a sorozat premieridőszaka alatt a ’Wink’ orosz online mozi nézőszáma a 4,7-szeresére nőtt.
Az ’Yandex Wordstat’ adatai szerint az oroszok egy hónapon belül gyakrabban kerestek rá a ’Szlovo Pacana’-ra, mint az ’ukrajnai háborúra’ vagy a ’különleges katonai műveletre’ egy év alatt. 2023 november 9-e és december 6-a között több mint 45 millióan kerestek rá a ’Szlovo Pacana’-ra, míg az ’ukrajnai háborúra’ és a ’különleges katonai műveletre’ 32,1 és 41,4 millióan.
A ’VCIOM’ (orosz közvéleménykutatásokat végző állami szervezet) december 22-i telefonos felmérése szerint az orosz megkérdezettek 83%-a ismerte a sorozatot, közülük 65% csak hallott róla, míg 18% nézte is. Azok közül, akik megnézték a sorozatot: 80% pozitívan értékelte azt; 82% nem értett egyet azzal, hogy a sorozat káros hatással van a fiatalokra, és hogy be kéne tiltani; 71% egyetértett abban, hogy a sorozat hitelesen tükrözi a 80-as évek szovjet eseményeit. Egy másik, az ’ANO Dialog Regioni’ által 2023. december 11-én végzett online felmérés szerint azok közül, akik megnézték a sorozatot: 83% 7 pontnál magasabbra értékelte azt a 10-ből; 90% ellenezte a sorozat betiltását; a legtöbben egységesen (22%) kedvenc karakterüknek Vova Adidas-t nevezték meg a sorozatból; 73% szeretné, ha a sorozatnak lenne második évadja.

### Az orosz állami szervek reakciója
2023 december 2-án, Irkutszkban egy buszmegállóban egy tinédzserekből álló csoport meggyilkolta egy 15 éves társukat. A megölt fiú hozzátartozói és a sajtó a halálestet a sorozattal hozták összefüggésbe. Ennek kapcsán december 4-én, Nyina Osztanyina, az Állami Duma Családvédelmi, Apasági, Anyasági és Gyermekvédelmi Bizottságának elnöke felkérte az Orosz Föderáció Nyomozó Bizottságát és a Roszkomnadzort, hogy vizsgálják meg a sorozatot (valamint egy másik sorozatot, a ’Piseblok’-ot) olyan propagandatartalom szempontjából, amely kárt okozhat a gyermekek életében és egészségében, valamint az orosz társadalom egészének. A képviselő megjegyezte, hogy a sorozat jelenetei félelemkeltőek. Szerinte az, hogy a tizenévesek romantizálják a bűnözést a filmekben látott banditák miatt, kegyetlen valósággá váltak. Osztanyina felszólította a rendezőt és másokat, akik részt vettek a forgatáson, hogy itt az ideje átértékelni a cselekedeteiket, ha a sorozat ténylegesen egy gyerek halálához vezetett. Emellett vizsgálatot szorgalmazott az Orosz Kulturális Minisztérium ellen, akik engedélyt adtak a sorozat forgalmazására. December 9-én a Roszkomnadzor bejelentette, hogy ellenőrizték a sorozatot, és nem találtak semmiféle jogsértést ez ügyben.
2023. december 30-án Dmitrij Medvegyev Telegram-csatornáján "vicces jóslatot" tett a 2024-es évre: „Létre fog jönni a Fiúk Pártja és a Csicskák Pártja, amelyeket később az Orosz Igazságügyi Minisztérium azonnali hatállyal be fog tiltani egyenesen az aszfalton, az illegális kampányolás miatt.”

### Reakciók Oroszországon kívül
Az ukrajnai média jelentése szerint a sorozatnak sikerült némi népszerűségre szert tenni Ukrajnában is. Az Aigel együttes ’Pijala’ c. száma a sorozat premierje után sokáig vezette a toplistákat az ukrán Apple Music-on és a Spotify-on. A sorozat vitákat indított el az ukrán közéletben arról, hogy etikus-e orosz médiatartalmakat fogyasztaniuk az ukránoknak a háború idején. Olyan ukrán médiaszemélyiségek, mint a műsorvezető, Marija Efroszinyina és a színésznő, Irma Vitovszkaja határozottan elítélték, hogy az ukrán közösség egy orosz sorozatot nézzen a háború idején. A rendező, Alekszandr Rodnyanszkij viszont pozitívan nyilatkozott a sorozatról, ami szerinte a minősége és a nagyszerű történetvezetése miatt még egy ilyen háborús időszakban is lebilincselően hat. Az Ukrán Kultúráért és Információs Politikáért felelős Minisztérium azt nyilatkozta, hogy a sorozat ellenséges propagandát tartalmaz, amelynek jelenléte Ukrajnában a háború idején elfogadhatatlan, és nyíltan propagálja a erőszakot, a bűnözést és az agresszor országra jellemző esztétikát. A minisztérium hangsúlyozta, hogy a sorozat nem terjed hivatalos ukrán platformokon, ezért csak a kalóz és orosz források által tekinthetőek meg, ami illegális tevékenységnek minősül. A minisztérium arra szólította fel az állampolgárokat és a sajtómunkásokat, hogy tudatosan kerüljék az orosz termékek fogyasztását.
2023 december 5-én Szajaszat Nurbek, a kazah Oktatásért és Tudományért felelős miniszter arra kérte a kazah hatóságokat, hogy vizsgálják meg a ’Szlovo Pacana’ című orosz sorozat körül kialakult helyzetet. Nurbek azt nyilatkozta a médiának, hogy a Kazah Kultúráért és Információs Politikáért felelős Minisztérium szakértői fogják megvizsgálni a sorozatot.

### A sorozat megjelenése az orosz elnöki kampányban
A Kremlin Leaks elnevezésű nemzetközi sajtóorgánum szerint 2023 tavaszán a sorozatot az Orosz Elnöki Hivatalban prezentálta a hivatal egyik képviselője, Szergej Novikov és az Internetfejlesztési Intézet vezetője, Alekszej Gorelavszkij, mint ’kreatív tartalmat az elnöki kampányhoz’. A jelentés szerint a sorozatnak meg kell ismertetnie a lakossággal a pozitív változásokat Oroszországban, az orosz állampolgárok múltbeli és jelen idejű eredményeit, valamint hősöket és példaképeket kell állítania a nézők elé. Ezenkívül a prezentációban még említésre került, hogy a sorozat egyik feladata, hogy bemutassa az oroszországi élet minőségének változását, mint egyfajta állandó trendet. A ’Meduza’ nevű orgánum úgy nyilatkozott erről, hogy az Elnöki Hivatal munkatársai győzködik mind magukat, mind pedig a feletteseiket arról, hogy olyan sorozat és filmek, mint a ’Szlovo Pacana’ vagy a ’Holop 2’ (Parasztvakítás 2) segítenek Putyin újraválasztásában.
2024 februárjának végén elkezdtek megjelenni a olyan összeszerkesztett videók a sorozatról, amelyek arra buzdították az állampolgárokat, hogy szavazzanak a választásokon, mind szövetségi, mind regionális szinten. Az egyik videóban a ’Pijala’ c. szám szólt megváltoztatott szöveggel, amely arra kérte az embereket, hogy menjenek el szavazni, és ne maradjanak csicskák, ha nem akarják, hogy minden olyan legyen újra, mint a kilencvenes években. Az egyik jakutszki videó szövege az volt, hogy ”aki nem szavaz az egy csicska”.

## Díjak
- 2023 - Az online mozik fesztiváljának ’Novij szezon’ (Új szezon) díja: ’Az év legvártabb sorozata’ kategóriában;[84][85]
- 2023 - A ’KinoReporter’ magazin ’Szobitie goda’ (Év eseménye) díja: ’Az év színésze’ kategóriában (Ivan Jankovszkijnak járt, aki Vova Adidas-t alakította);[86]
- 2023 - A FashionTV csatorna ’Fashion New Year Awards 2023’ díja: ’Az év felfedezettje’ kategóriában (Leon Kemsztacsnak járt, aki Andrejt alakította);[87][88]
- 2024 - ’Belije Szlon’ (Fehér Elefánt) díj: ’A legjobb sorozat’ kategóriában;[89]
- 2024 - A Sports.ru kiadvány ’Cyber Best’ díja: ’A legjobb orosz sorozat" kategóriában;[90]
- 2024 - A ’Bolsaja cifra’ (Nagy szám) díj: ’Eredeti, saját gyártású filmek és sorozatok’ kategóriában; ’Dráma/melodráma’ kategóriában; közönségdíj ’Dráma/melodráma’ kategóriában;[91][92]
- 2024 – (Orosz) Nemzeti internetes tartalomgyártói díj: ’Egy generáció hangja’ díj (a sorozat fiatal színészeinek járt).[93]

## Fordítás
Ez a szócikk részben vagy egészben  a(z)   Слово пацана. Кровь на асфальте című orosz Wikipédia-szócikk ezen változatának fordításán alapul.  Az eredeti cikk szerkesztőit annak laptörténete sorolja fel. Ez a jelzés csupán a megfogalmazás eredetét és a szerzői jogokat jelzi, nem szolgál a cikkben szereplő információk forrásmegjelöléseként.

## Linkek
- Sorozatoldal a Wink online moziban[halott link]
- A sorozat oldala az NTV csatorna honlapján
- Фильм о фильме «Слово пацана. Кровь на асфальте». YouTube
- Жора Крыжовников всё про СЛОВО ПАЦАНА. YouTube (interjú)
- Автор книги «Слово пацана» комментирует сцены из сериала «Слово пацана. Кровь на асфальте». YouTube
- Почему сериал «Слово пацана» требуют запретить? YouTube // " Szerkesztőség "
- Dolin A.V.О финале и успехе «Слова пацана». YouTube Az „A Boy’s Word” végéről és sikeréről